# Cabaret Sauvage

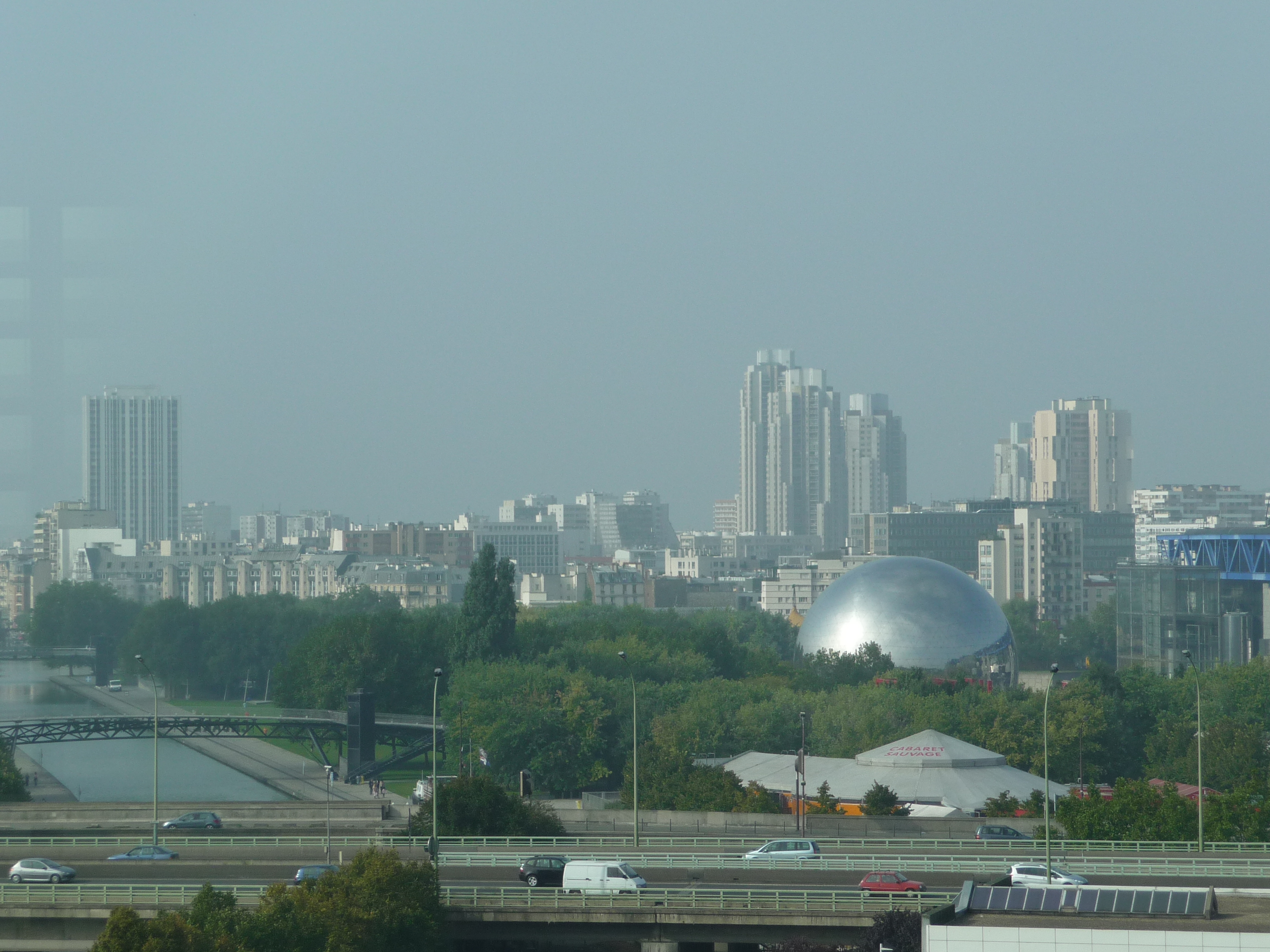
El Cabaret Sauvage, con su forma de tiendas de campaña, se sitúa en el parque de la Villette al costado del Bulevar Periférico de París.

El Cabaret Sauvage es una sala de fiestas y espectáculos situada en el Parc de la Villette de París, Francia. Fue creado por Méziane Azaïche y se inauguró en diciembre de 1977. Se utiliza como sala de conciertos, con un aforo de 600 espectadores sentados o 1200 de pie.